# Lopé
Lopé ist ein Departement in der Provinz Ogooué-Ivindo in Gabun und liegt zentral. Das Departement hatte 2013 etwa 12.400 Einwohner.

## Gliederung
- Booué